# 아산용연초등학교
아산용연초등학교는 대한민국 충청남도 아산시에 있는 초등학교다.

## 연혁
- 2011. 09. 18 아산용연초등학교 설립 인가
- 2014. 03. 01 학생 484명 20학급(유치원 61명 3학급) 개교
- 2015. 02. 13 제1회 졸업(졸업생 42명)
- 2015. 03. 01 3학급 증설(총 23학급: 특수학급 포함)
- 2017. 02. 10  제3회 졸업 (졸업생 83명)
- 2018. 02. 09 제4회 졸업 (졸업생 72명)
- 2019. 01. 31. 제5회 졸업 (졸업생 98명)
- 2020. 01. 03. 제6회 졸업 (졸업생 126명)

## 학교사진

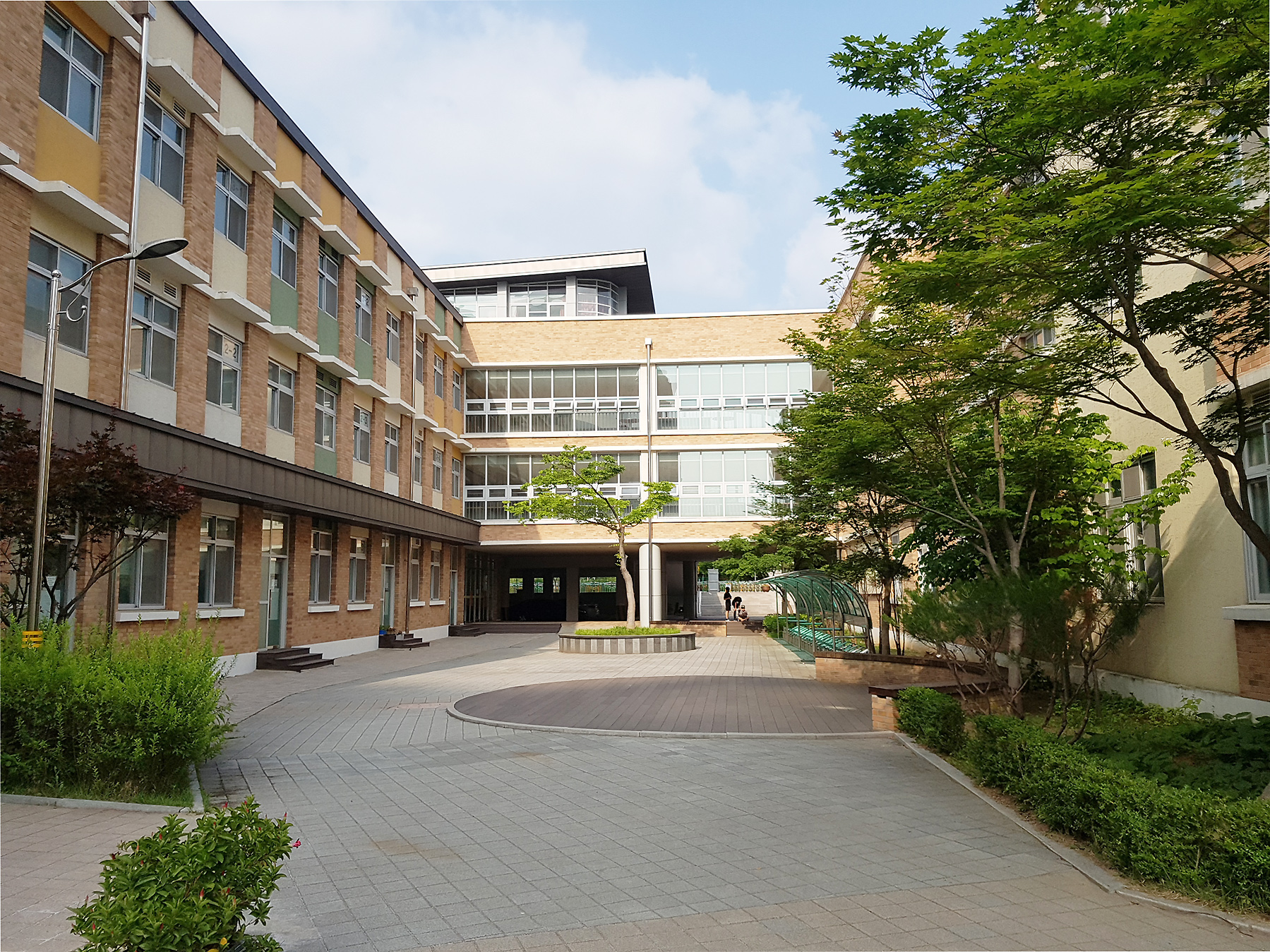
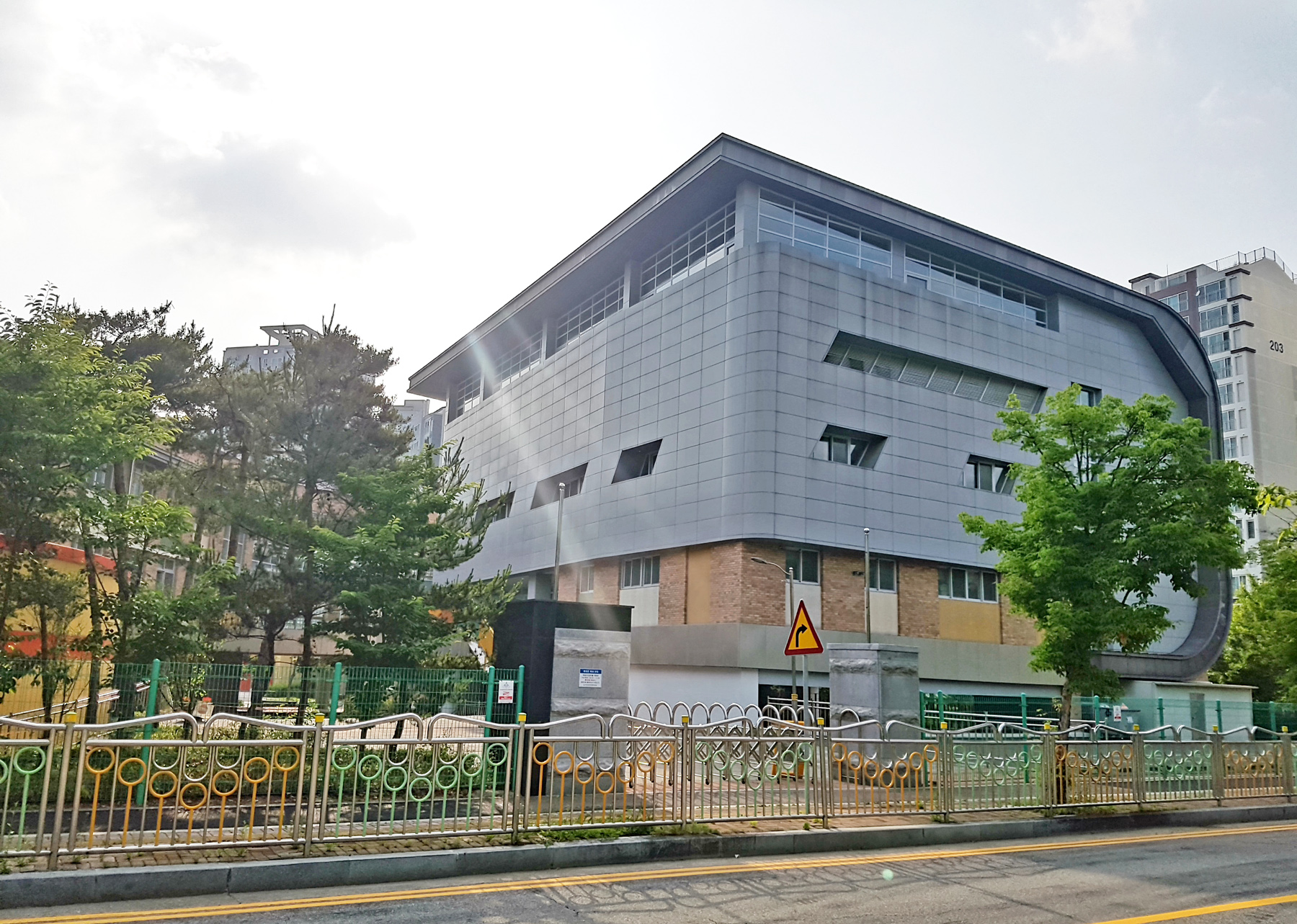
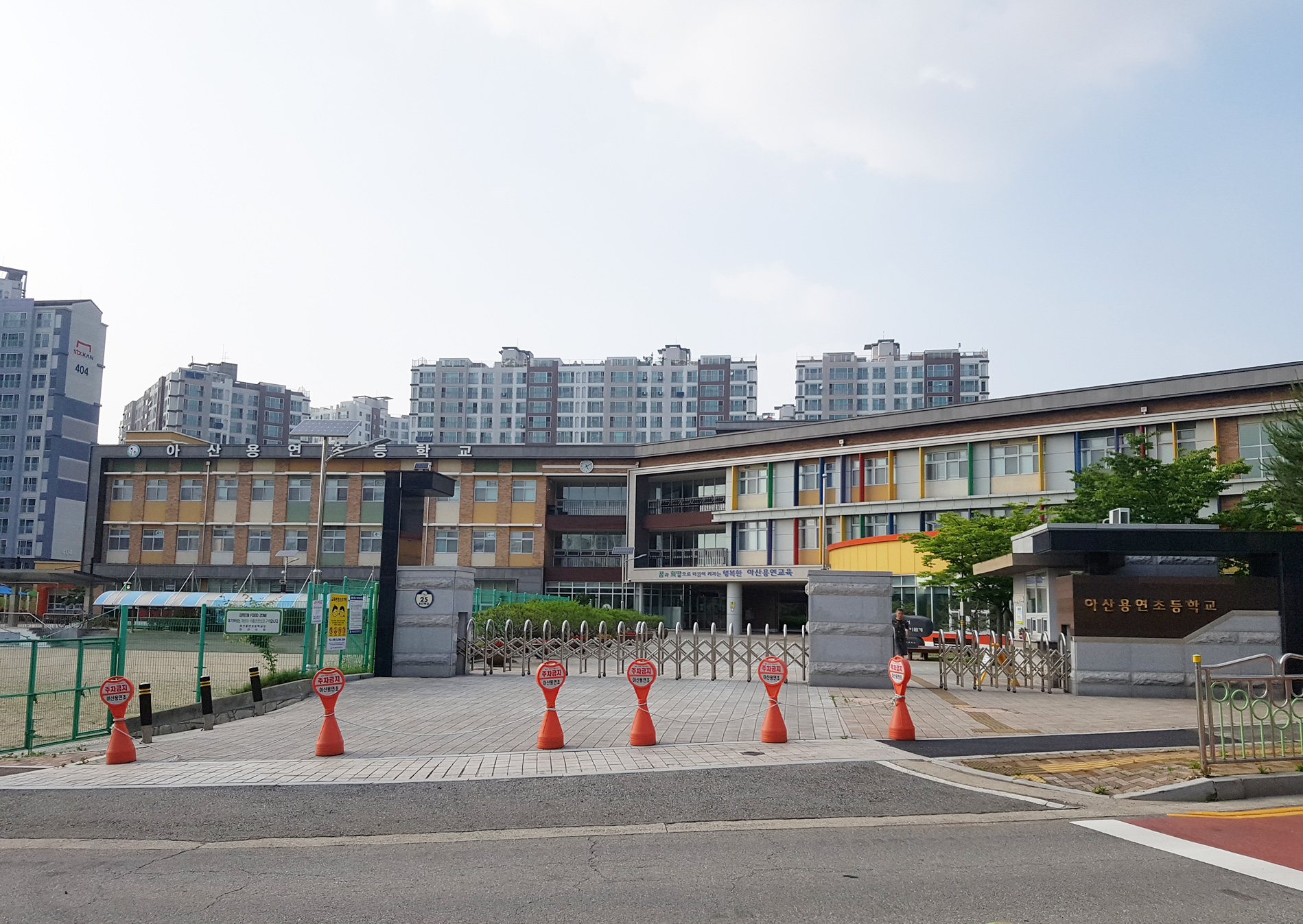

## 참고 자료
- 아산용연초등학교 - 한국교육학술정보원 학교알리미